# كريستيان ميلر
كريستيان ميلر (بالإنجليزية: Christian Millar)‏ (23 نوفمبر 1989 بستوك أون ترينت في المملكة المتحدة - ) هو لاعب كرة قدم بريطاني في مركز الوسط. لعب مع ماكليسفيلد تاون وBuxton F.C. ‏ وستافورد رينجرز ونادي ويتون ألبيون وليك تاون ‏ وNewcastle Town F.C. ‏.

## وصلات خارجية
- كريستيان ميلر على موقع قاعدة بيانات كرة القدم.إي يو (الإنجليزية)
- كريستيان ميلر على موقع Soccerbase.com (لاعب) (الإنجليزية)